# 李金斗
李金斗（1947年—），北京出身的男性表演艺术家，一级演员，中国曲艺家协会会员，中华相声学会常务理事，北京大学中文系讲师。

## 生平
李金斗13岁时学习相声，学毕后正式开始成为相声演员。李金斗曾先后赴美国、加拿大、新加坡、香港、台湾等国家和地区，进行文化交流和演出，并讲授相声表演艺术，在国内重大相声比赛中，多次获得大奖。

## 相声作品
- 《武松打虎》
- 《五十子》
- 《救救孩子》
- 《老鼠秘语》
- 《夹板气》
- 《唱京剧》
- 《省略语》
- 《捉放曹》
- 《醉酒歌》
- 《东施效颦》
- 《天文学》
- 《扒马褂》
- 《搞对象》
- 《认倒霉》

## 奖项
- 1979年国庆三十周年献礼演出，获表演一等奖。
- 1986年全国新曲目比赛，获表演一等奖。
- 1986年第一届全国电视相声大赛，获逗哏一等奖。
- 1990年第二届禹王亭杯相声电视汇演，获笑星金奖。
- 1990年铜陵杯相声评比优秀奖。
- 1995年全国首届＂侯宝林金像奖＂电视相声大赛，获＂侯宝林金像奖＂，并被评选为全国当代最受观众欢迎的八大相声演员之一。